# Сагит Рамиев
Сагит Лутфулович Рамиев (на татарски: Сәгыйть Рәмиев) е виден руски поет на татарски език, учител и публицист.

## Биография
Роден е на 12 февруари 1880 г. в село Акман (дн. село Ибраево), Оренбургски уезд, Оренбургска губерния, Руска империя. Завършва в татарското медресе „Хусайния“ и в руското училище в Оренбург. От 1902 до 1906 г. работи като учител, а след това се премества в Казан, където започва работа във вестник „Так Йолдизи“. През 1912 – 1913 г. работи в Астрахан. От 1922 г. живее в Уфа.
Написва прозаично стихотворение „Так вакити“ (В зората; за съдбата на татарския народ); лирически стихотворения „Ти“, „Тя“, „Бер кеше“ (Едно); играе „Медресе Низамли“ (Образцово медресе), „Яш, Зубайд, яшим мин“ (На живо, Зубайда, аз живея). Занимава се и с преводи, превежда на татарски език редица творби на – Лев Толстой, Николай Некрасов, Демян Бедни, Рафаело Джованьоли, както и Марсилезата.
Умира на 16 март 1926 г. в град Уфа, Башкирска АССР.